# Атомные шахматы

Пример взятия в атомных шахмат. Ход Kxg7 приводит к «взрыву», в результате уходят с доски: пешка g7, слон f8, ладья h8 и сам бьющий конь. Пешки f6 и h7 не затрагиваются.

А́томные шахматы — вариант шахмат со стандартной расстановкой фигур, в котором применяются стандартные правила шахмат, за исключением взятий фигур и ходов королём. В случае взятия происходит «взрыв», в результате которого фигура, осуществляющая взятие, захваченная фигура и все фигуры в радиусе 1 от захваченной (кроме пешек), удаляются с доски.

## История
В 1995 году немецкий шахматный сервер (GICS) представил вариант игры в шахматы, который один из его пользователей, немецкий инженер-электрик Клаус Кноппер, узнал от друзей, игравших в обычные шахматы, и разработал для этого сервера. Вскоре после этого вариант шахмат был включён в Middle East Wild Internet Server (MEWIS) и другие более мелкие серверы, а затем был реализован в Chess Live и Internet Chess Club в 2000 году, Free Internet Chess Server в 2003 году и Lichess в 2015 году. В 2020 году атомные шахматы появились и на chess.com.
В 2021 году на Lichess было сыграно 4,9 миллионов игр по атомным шахматам. Lichess также проводит 24-часовые турниры под названием «Атомная революция» с денежными призами, в которых в 2022 году приняли участие 8 тысяч человек.
Данный вариант шахмат привлёк внимание гроссмейстеров: Эндрю Танг вышел в четвертьфинал, а Джеффри Сюн — в полуфинал чемпионата Atomic Chess Championship 2017, проводившегося на Lichess. Оба были побеждены гроссмейстером Arka50, который выигрывал чемпионат в 2017, 2018 и 2020 годах, но не принимал участия в чемпионатах 2019 и 2021 годов.

## Правила и вариации
Правила атомных шахмат такие же, как и в стандартных шахматах, с несколькими важными отличиями, касающимися условий взятия, шахов и победы.

### Взятия
При взятии на поле захваченной фигуры или пешки происходит «взрыв» («атомный взрыв»). В результате фигура или пешка, осуществляющая взятия, захваченная фигура (или пешка), а также все фигуры в радиусе 1 от поля захваченной фигуры, кроме пешек, стоящих рядом в этом квадрате 3×3, — все они снимаются с доски. Взятия, которые приводят к «взрыву» собственного короля, с точки зрения атомных шахмат, запрещены. Таким образом, в атомных шахматах король не может брать ни фигуры, ни пешки.
Угрозы королю могут быть прямыми и непрямыми. Объявление королю шаха — прямая угроза, которую в атомных шахматах иногда называют «атомный шах». Непрямая угроза возникает, когда игрок угрожает взорвать короля, захватив соседнюю с ним фигуру или пешку. В ряде вариантов атомных шахмат игроки должны реагировать на шах так же, как и в традиционных шахматах — выводя короля из-под шаха, перекрываясь от шаха или уничтожая фигуру, которая сделала шах. Но есть варианты с исключением, когда короля можно оставить под шахом (и даже матом) неприятельской фигуры, если только следующим ходом собственная фигура может «взорвать» короля в ответ. Такой вариант реализован на Lichess и в chess.com.
Как было сказано выше, король не может брать ни одну фигуру или пешку. Эта особенность приводит к тому, что в атомных шахматах, в отличие от обычных шахмат, возможны позиции, где короли располагаются друг с другом на соседних полях. Эта возможность часто используется стороной, которая проигрывает, чтобы защитить своего короля рядом с королем противника в эндшпиле, надеясь на ничью. Ведь в таком случае при «взрыве» уничтожились бы оба короля, что правилами шахмат запрещено. В зависимости от позиции на доске эта стратегия иногда оптимальна и позволяет форсировать ничью. В ряде других позиций сильнейшая сторона может использовать позицию, при которой фигура или пешка могут быть взорваны рядом с королем противника, не взрывая при этом его собственного короля, или она может оттеснить короля противника, используя своего короля и оставшиеся фигуры на доске, что обычно приводит к проигрышу отступающего короля.

### Условие победы
Во всех вариантах атомных шахмат игрок побеждает, взорвав короля противоположного цвета, не взорвав при этом своего собственного короля. Обычно это делается путем захвата фигуры на поле, прилегающем к королю противника. В отличие от классических шахмат, где король, даже получив мат, остаётся на поле, здесь в случае «взрыва» король исчезает с доски. Кроме того, возможна победа в таком случае: королю противника даётся шах, от которого он не может уйти, т.е. не может сделать правильный ход, ввиду того, что король в атомных шахматах не может взять фигуры и пешки; хотя в обычных шахматах он мог бы просто побить атакующую фигуру. Это называется «атомным матом». Также победить можно поставив королю обычный мат (по правилам классических шахмат).
В случае, если королю нет угроз, но у него нет ни одного допустимого хода с точки зрения атомных шахмат, то на доске получается пат, и это ничья.

## Стратегия игры
|   | a | b | c | d | e | f | g | h |   |
| - | --- | --- | --- | --- | --- | --- | --- | --- | - |
| 8 | a8 чёрная ладья · b8 чёрный конь · c8 чёрный слон · d8 чёрный ферзь · e8 чёрный король · f8 чёрный слон · g8 чёрный конь · h8 чёрная ладья · a7 чёрная пешка · b7 чёрная пешка · d7 чёрная пешка · e7 чёрная пешка · f7 чёрная пешка · g7 чёрная пешка · h7 чёрная пешка · c5 чёрная пешка · e4 белая пешка · a2 белая пешка · b2 белая пешка · c2 белая пешка · d2 белая пешка · f2 белая пешка · g2 белая пешка · h2 белая пешка · a1 белая ладья · b1 белый конь · c1 белый слон · d1 белый ферзь · e1 белый король · f1 белый слон · g1 белый конь · h1 белая ладья | a8 чёрная ладья · b8 чёрный конь · c8 чёрный слон · d8 чёрный ферзь · e8 чёрный король · f8 чёрный слон · g8 чёрный конь · h8 чёрная ладья · a7 чёрная пешка · b7 чёрная пешка · d7 чёрная пешка · e7 чёрная пешка · f7 чёрная пешка · g7 чёрная пешка · h7 чёрная пешка · c5 чёрная пешка · e4 белая пешка · a2 белая пешка · b2 белая пешка · c2 белая пешка · d2 белая пешка · f2 белая пешка · g2 белая пешка · h2 белая пешка · a1 белая ладья · b1 белый конь · c1 белый слон · d1 белый ферзь · e1 белый король · f1 белый слон · g1 белый конь · h1 белая ладья | a8 чёрная ладья · b8 чёрный конь · c8 чёрный слон · d8 чёрный ферзь · e8 чёрный король · f8 чёрный слон · g8 чёрный конь · h8 чёрная ладья · a7 чёрная пешка · b7 чёрная пешка · d7 чёрная пешка · e7 чёрная пешка · f7 чёрная пешка · g7 чёрная пешка · h7 чёрная пешка · c5 чёрная пешка · e4 белая пешка · a2 белая пешка · b2 белая пешка · c2 белая пешка · d2 белая пешка · f2 белая пешка · g2 белая пешка · h2 белая пешка · a1 белая ладья · b1 белый конь · c1 белый слон · d1 белый ферзь · e1 белый король · f1 белый слон · g1 белый конь · h1 белая ладья | a8 чёрная ладья · b8 чёрный конь · c8 чёрный слон · d8 чёрный ферзь · e8 чёрный король · f8 чёрный слон · g8 чёрный конь · h8 чёрная ладья · a7 чёрная пешка · b7 чёрная пешка · d7 чёрная пешка · e7 чёрная пешка · f7 чёрная пешка · g7 чёрная пешка · h7 чёрная пешка · c5 чёрная пешка · e4 белая пешка · a2 белая пешка · b2 белая пешка · c2 белая пешка · d2 белая пешка · f2 белая пешка · g2 белая пешка · h2 белая пешка · a1 белая ладья · b1 белый конь · c1 белый слон · d1 белый ферзь · e1 белый король · f1 белый слон · g1 белый конь · h1 белая ладья | a8 чёрная ладья · b8 чёрный конь · c8 чёрный слон · d8 чёрный ферзь · e8 чёрный король · f8 чёрный слон · g8 чёрный конь · h8 чёрная ладья · a7 чёрная пешка · b7 чёрная пешка · d7 чёрная пешка · e7 чёрная пешка · f7 чёрная пешка · g7 чёрная пешка · h7 чёрная пешка · c5 чёрная пешка · e4 белая пешка · a2 белая пешка · b2 белая пешка · c2 белая пешка · d2 белая пешка · f2 белая пешка · g2 белая пешка · h2 белая пешка · a1 белая ладья · b1 белый конь · c1 белый слон · d1 белый ферзь · e1 белый король · f1 белый слон · g1 белый конь · h1 белая ладья | a8 чёрная ладья · b8 чёрный конь · c8 чёрный слон · d8 чёрный ферзь · e8 чёрный король · f8 чёрный слон · g8 чёрный конь · h8 чёрная ладья · a7 чёрная пешка · b7 чёрная пешка · d7 чёрная пешка · e7 чёрная пешка · f7 чёрная пешка · g7 чёрная пешка · h7 чёрная пешка · c5 чёрная пешка · e4 белая пешка · a2 белая пешка · b2 белая пешка · c2 белая пешка · d2 белая пешка · f2 белая пешка · g2 белая пешка · h2 белая пешка · a1 белая ладья · b1 белый конь · c1 белый слон · d1 белый ферзь · e1 белый король · f1 белый слон · g1 белый конь · h1 белая ладья | a8 чёрная ладья · b8 чёрный конь · c8 чёрный слон · d8 чёрный ферзь · e8 чёрный король · f8 чёрный слон · g8 чёрный конь · h8 чёрная ладья · a7 чёрная пешка · b7 чёрная пешка · d7 чёрная пешка · e7 чёрная пешка · f7 чёрная пешка · g7 чёрная пешка · h7 чёрная пешка · c5 чёрная пешка · e4 белая пешка · a2 белая пешка · b2 белая пешка · c2 белая пешка · d2 белая пешка · f2 белая пешка · g2 белая пешка · h2 белая пешка · a1 белая ладья · b1 белый конь · c1 белый слон · d1 белый ферзь · e1 белый король · f1 белый слон · g1 белый конь · h1 белая ладья | a8 чёрная ладья · b8 чёрный конь · c8 чёрный слон · d8 чёрный ферзь · e8 чёрный король · f8 чёрный слон · g8 чёрный конь · h8 чёрная ладья · a7 чёрная пешка · b7 чёрная пешка · d7 чёрная пешка · e7 чёрная пешка · f7 чёрная пешка · g7 чёрная пешка · h7 чёрная пешка · c5 чёрная пешка · e4 белая пешка · a2 белая пешка · b2 белая пешка · c2 белая пешка · d2 белая пешка · f2 белая пешка · g2 белая пешка · h2 белая пешка · a1 белая ладья · b1 белый конь · c1 белый слон · d1 белый ферзь · e1 белый король · f1 белый слон · g1 белый конь · h1 белая ладья | 8 |
| 7 | a8 чёрная ладья · b8 чёрный конь · c8 чёрный слон · d8 чёрный ферзь · e8 чёрный король · f8 чёрный слон · g8 чёрный конь · h8 чёрная ладья · a7 чёрная пешка · b7 чёрная пешка · d7 чёрная пешка · e7 чёрная пешка · f7 чёрная пешка · g7 чёрная пешка · h7 чёрная пешка · c5 чёрная пешка · e4 белая пешка · a2 белая пешка · b2 белая пешка · c2 белая пешка · d2 белая пешка · f2 белая пешка · g2 белая пешка · h2 белая пешка · a1 белая ладья · b1 белый конь · c1 белый слон · d1 белый ферзь · e1 белый король · f1 белый слон · g1 белый конь · h1 белая ладья | a8 чёрная ладья · b8 чёрный конь · c8 чёрный слон · d8 чёрный ферзь · e8 чёрный король · f8 чёрный слон · g8 чёрный конь · h8 чёрная ладья · a7 чёрная пешка · b7 чёрная пешка · d7 чёрная пешка · e7 чёрная пешка · f7 чёрная пешка · g7 чёрная пешка · h7 чёрная пешка · c5 чёрная пешка · e4 белая пешка · a2 белая пешка · b2 белая пешка · c2 белая пешка · d2 белая пешка · f2 белая пешка · g2 белая пешка · h2 белая пешка · a1 белая ладья · b1 белый конь · c1 белый слон · d1 белый ферзь · e1 белый король · f1 белый слон · g1 белый конь · h1 белая ладья | a8 чёрная ладья · b8 чёрный конь · c8 чёрный слон · d8 чёрный ферзь · e8 чёрный король · f8 чёрный слон · g8 чёрный конь · h8 чёрная ладья · a7 чёрная пешка · b7 чёрная пешка · d7 чёрная пешка · e7 чёрная пешка · f7 чёрная пешка · g7 чёрная пешка · h7 чёрная пешка · c5 чёрная пешка · e4 белая пешка · a2 белая пешка · b2 белая пешка · c2 белая пешка · d2 белая пешка · f2 белая пешка · g2 белая пешка · h2 белая пешка · a1 белая ладья · b1 белый конь · c1 белый слон · d1 белый ферзь · e1 белый король · f1 белый слон · g1 белый конь · h1 белая ладья | a8 чёрная ладья · b8 чёрный конь · c8 чёрный слон · d8 чёрный ферзь · e8 чёрный король · f8 чёрный слон · g8 чёрный конь · h8 чёрная ладья · a7 чёрная пешка · b7 чёрная пешка · d7 чёрная пешка · e7 чёрная пешка · f7 чёрная пешка · g7 чёрная пешка · h7 чёрная пешка · c5 чёрная пешка · e4 белая пешка · a2 белая пешка · b2 белая пешка · c2 белая пешка · d2 белая пешка · f2 белая пешка · g2 белая пешка · h2 белая пешка · a1 белая ладья · b1 белый конь · c1 белый слон · d1 белый ферзь · e1 белый король · f1 белый слон · g1 белый конь · h1 белая ладья | a8 чёрная ладья · b8 чёрный конь · c8 чёрный слон · d8 чёрный ферзь · e8 чёрный король · f8 чёрный слон · g8 чёрный конь · h8 чёрная ладья · a7 чёрная пешка · b7 чёрная пешка · d7 чёрная пешка · e7 чёрная пешка · f7 чёрная пешка · g7 чёрная пешка · h7 чёрная пешка · c5 чёрная пешка · e4 белая пешка · a2 белая пешка · b2 белая пешка · c2 белая пешка · d2 белая пешка · f2 белая пешка · g2 белая пешка · h2 белая пешка · a1 белая ладья · b1 белый конь · c1 белый слон · d1 белый ферзь · e1 белый король · f1 белый слон · g1 белый конь · h1 белая ладья | a8 чёрная ладья · b8 чёрный конь · c8 чёрный слон · d8 чёрный ферзь · e8 чёрный король · f8 чёрный слон · g8 чёрный конь · h8 чёрная ладья · a7 чёрная пешка · b7 чёрная пешка · d7 чёрная пешка · e7 чёрная пешка · f7 чёрная пешка · g7 чёрная пешка · h7 чёрная пешка · c5 чёрная пешка · e4 белая пешка · a2 белая пешка · b2 белая пешка · c2 белая пешка · d2 белая пешка · f2 белая пешка · g2 белая пешка · h2 белая пешка · a1 белая ладья · b1 белый конь · c1 белый слон · d1 белый ферзь · e1 белый король · f1 белый слон · g1 белый конь · h1 белая ладья | a8 чёрная ладья · b8 чёрный конь · c8 чёрный слон · d8 чёрный ферзь · e8 чёрный король · f8 чёрный слон · g8 чёрный конь · h8 чёрная ладья · a7 чёрная пешка · b7 чёрная пешка · d7 чёрная пешка · e7 чёрная пешка · f7 чёрная пешка · g7 чёрная пешка · h7 чёрная пешка · c5 чёрная пешка · e4 белая пешка · a2 белая пешка · b2 белая пешка · c2 белая пешка · d2 белая пешка · f2 белая пешка · g2 белая пешка · h2 белая пешка · a1 белая ладья · b1 белый конь · c1 белый слон · d1 белый ферзь · e1 белый король · f1 белый слон · g1 белый конь · h1 белая ладья | a8 чёрная ладья · b8 чёрный конь · c8 чёрный слон · d8 чёрный ферзь · e8 чёрный король · f8 чёрный слон · g8 чёрный конь · h8 чёрная ладья · a7 чёрная пешка · b7 чёрная пешка · d7 чёрная пешка · e7 чёрная пешка · f7 чёрная пешка · g7 чёрная пешка · h7 чёрная пешка · c5 чёрная пешка · e4 белая пешка · a2 белая пешка · b2 белая пешка · c2 белая пешка · d2 белая пешка · f2 белая пешка · g2 белая пешка · h2 белая пешка · a1 белая ладья · b1 белый конь · c1 белый слон · d1 белый ферзь · e1 белый король · f1 белый слон · g1 белый конь · h1 белая ладья | 7 |
| 6 | a8 чёрная ладья · b8 чёрный конь · c8 чёрный слон · d8 чёрный ферзь · e8 чёрный король · f8 чёрный слон · g8 чёрный конь · h8 чёрная ладья · a7 чёрная пешка · b7 чёрная пешка · d7 чёрная пешка · e7 чёрная пешка · f7 чёрная пешка · g7 чёрная пешка · h7 чёрная пешка · c5 чёрная пешка · e4 белая пешка · a2 белая пешка · b2 белая пешка · c2 белая пешка · d2 белая пешка · f2 белая пешка · g2 белая пешка · h2 белая пешка · a1 белая ладья · b1 белый конь · c1 белый слон · d1 белый ферзь · e1 белый король · f1 белый слон · g1 белый конь · h1 белая ладья | a8 чёрная ладья · b8 чёрный конь · c8 чёрный слон · d8 чёрный ферзь · e8 чёрный король · f8 чёрный слон · g8 чёрный конь · h8 чёрная ладья · a7 чёрная пешка · b7 чёрная пешка · d7 чёрная пешка · e7 чёрная пешка · f7 чёрная пешка · g7 чёрная пешка · h7 чёрная пешка · c5 чёрная пешка · e4 белая пешка · a2 белая пешка · b2 белая пешка · c2 белая пешка · d2 белая пешка · f2 белая пешка · g2 белая пешка · h2 белая пешка · a1 белая ладья · b1 белый конь · c1 белый слон · d1 белый ферзь · e1 белый король · f1 белый слон · g1 белый конь · h1 белая ладья | a8 чёрная ладья · b8 чёрный конь · c8 чёрный слон · d8 чёрный ферзь · e8 чёрный король · f8 чёрный слон · g8 чёрный конь · h8 чёрная ладья · a7 чёрная пешка · b7 чёрная пешка · d7 чёрная пешка · e7 чёрная пешка · f7 чёрная пешка · g7 чёрная пешка · h7 чёрная пешка · c5 чёрная пешка · e4 белая пешка · a2 белая пешка · b2 белая пешка · c2 белая пешка · d2 белая пешка · f2 белая пешка · g2 белая пешка · h2 белая пешка · a1 белая ладья · b1 белый конь · c1 белый слон · d1 белый ферзь · e1 белый король · f1 белый слон · g1 белый конь · h1 белая ладья | a8 чёрная ладья · b8 чёрный конь · c8 чёрный слон · d8 чёрный ферзь · e8 чёрный король · f8 чёрный слон · g8 чёрный конь · h8 чёрная ладья · a7 чёрная пешка · b7 чёрная пешка · d7 чёрная пешка · e7 чёрная пешка · f7 чёрная пешка · g7 чёрная пешка · h7 чёрная пешка · c5 чёрная пешка · e4 белая пешка · a2 белая пешка · b2 белая пешка · c2 белая пешка · d2 белая пешка · f2 белая пешка · g2 белая пешка · h2 белая пешка · a1 белая ладья · b1 белый конь · c1 белый слон · d1 белый ферзь · e1 белый король · f1 белый слон · g1 белый конь · h1 белая ладья | a8 чёрная ладья · b8 чёрный конь · c8 чёрный слон · d8 чёрный ферзь · e8 чёрный король · f8 чёрный слон · g8 чёрный конь · h8 чёрная ладья · a7 чёрная пешка · b7 чёрная пешка · d7 чёрная пешка · e7 чёрная пешка · f7 чёрная пешка · g7 чёрная пешка · h7 чёрная пешка · c5 чёрная пешка · e4 белая пешка · a2 белая пешка · b2 белая пешка · c2 белая пешка · d2 белая пешка · f2 белая пешка · g2 белая пешка · h2 белая пешка · a1 белая ладья · b1 белый конь · c1 белый слон · d1 белый ферзь · e1 белый король · f1 белый слон · g1 белый конь · h1 белая ладья | a8 чёрная ладья · b8 чёрный конь · c8 чёрный слон · d8 чёрный ферзь · e8 чёрный король · f8 чёрный слон · g8 чёрный конь · h8 чёрная ладья · a7 чёрная пешка · b7 чёрная пешка · d7 чёрная пешка · e7 чёрная пешка · f7 чёрная пешка · g7 чёрная пешка · h7 чёрная пешка · c5 чёрная пешка · e4 белая пешка · a2 белая пешка · b2 белая пешка · c2 белая пешка · d2 белая пешка · f2 белая пешка · g2 белая пешка · h2 белая пешка · a1 белая ладья · b1 белый конь · c1 белый слон · d1 белый ферзь · e1 белый король · f1 белый слон · g1 белый конь · h1 белая ладья | a8 чёрная ладья · b8 чёрный конь · c8 чёрный слон · d8 чёрный ферзь · e8 чёрный король · f8 чёрный слон · g8 чёрный конь · h8 чёрная ладья · a7 чёрная пешка · b7 чёрная пешка · d7 чёрная пешка · e7 чёрная пешка · f7 чёрная пешка · g7 чёрная пешка · h7 чёрная пешка · c5 чёрная пешка · e4 белая пешка · a2 белая пешка · b2 белая пешка · c2 белая пешка · d2 белая пешка · f2 белая пешка · g2 белая пешка · h2 белая пешка · a1 белая ладья · b1 белый конь · c1 белый слон · d1 белый ферзь · e1 белый король · f1 белый слон · g1 белый конь · h1 белая ладья | a8 чёрная ладья · b8 чёрный конь · c8 чёрный слон · d8 чёрный ферзь · e8 чёрный король · f8 чёрный слон · g8 чёрный конь · h8 чёрная ладья · a7 чёрная пешка · b7 чёрная пешка · d7 чёрная пешка · e7 чёрная пешка · f7 чёрная пешка · g7 чёрная пешка · h7 чёрная пешка · c5 чёрная пешка · e4 белая пешка · a2 белая пешка · b2 белая пешка · c2 белая пешка · d2 белая пешка · f2 белая пешка · g2 белая пешка · h2 белая пешка · a1 белая ладья · b1 белый конь · c1 белый слон · d1 белый ферзь · e1 белый король · f1 белый слон · g1 белый конь · h1 белая ладья | 6 |
| 5 | a8 чёрная ладья · b8 чёрный конь · c8 чёрный слон · d8 чёрный ферзь · e8 чёрный король · f8 чёрный слон · g8 чёрный конь · h8 чёрная ладья · a7 чёрная пешка · b7 чёрная пешка · d7 чёрная пешка · e7 чёрная пешка · f7 чёрная пешка · g7 чёрная пешка · h7 чёрная пешка · c5 чёрная пешка · e4 белая пешка · a2 белая пешка · b2 белая пешка · c2 белая пешка · d2 белая пешка · f2 белая пешка · g2 белая пешка · h2 белая пешка · a1 белая ладья · b1 белый конь · c1 белый слон · d1 белый ферзь · e1 белый король · f1 белый слон · g1 белый конь · h1 белая ладья | a8 чёрная ладья · b8 чёрный конь · c8 чёрный слон · d8 чёрный ферзь · e8 чёрный король · f8 чёрный слон · g8 чёрный конь · h8 чёрная ладья · a7 чёрная пешка · b7 чёрная пешка · d7 чёрная пешка · e7 чёрная пешка · f7 чёрная пешка · g7 чёрная пешка · h7 чёрная пешка · c5 чёрная пешка · e4 белая пешка · a2 белая пешка · b2 белая пешка · c2 белая пешка · d2 белая пешка · f2 белая пешка · g2 белая пешка · h2 белая пешка · a1 белая ладья · b1 белый конь · c1 белый слон · d1 белый ферзь · e1 белый король · f1 белый слон · g1 белый конь · h1 белая ладья | a8 чёрная ладья · b8 чёрный конь · c8 чёрный слон · d8 чёрный ферзь · e8 чёрный король · f8 чёрный слон · g8 чёрный конь · h8 чёрная ладья · a7 чёрная пешка · b7 чёрная пешка · d7 чёрная пешка · e7 чёрная пешка · f7 чёрная пешка · g7 чёрная пешка · h7 чёрная пешка · c5 чёрная пешка · e4 белая пешка · a2 белая пешка · b2 белая пешка · c2 белая пешка · d2 белая пешка · f2 белая пешка · g2 белая пешка · h2 белая пешка · a1 белая ладья · b1 белый конь · c1 белый слон · d1 белый ферзь · e1 белый король · f1 белый слон · g1 белый конь · h1 белая ладья | a8 чёрная ладья · b8 чёрный конь · c8 чёрный слон · d8 чёрный ферзь · e8 чёрный король · f8 чёрный слон · g8 чёрный конь · h8 чёрная ладья · a7 чёрная пешка · b7 чёрная пешка · d7 чёрная пешка · e7 чёрная пешка · f7 чёрная пешка · g7 чёрная пешка · h7 чёрная пешка · c5 чёрная пешка · e4 белая пешка · a2 белая пешка · b2 белая пешка · c2 белая пешка · d2 белая пешка · f2 белая пешка · g2 белая пешка · h2 белая пешка · a1 белая ладья · b1 белый конь · c1 белый слон · d1 белый ферзь · e1 белый король · f1 белый слон · g1 белый конь · h1 белая ладья | a8 чёрная ладья · b8 чёрный конь · c8 чёрный слон · d8 чёрный ферзь · e8 чёрный король · f8 чёрный слон · g8 чёрный конь · h8 чёрная ладья · a7 чёрная пешка · b7 чёрная пешка · d7 чёрная пешка · e7 чёрная пешка · f7 чёрная пешка · g7 чёрная пешка · h7 чёрная пешка · c5 чёрная пешка · e4 белая пешка · a2 белая пешка · b2 белая пешка · c2 белая пешка · d2 белая пешка · f2 белая пешка · g2 белая пешка · h2 белая пешка · a1 белая ладья · b1 белый конь · c1 белый слон · d1 белый ферзь · e1 белый король · f1 белый слон · g1 белый конь · h1 белая ладья | a8 чёрная ладья · b8 чёрный конь · c8 чёрный слон · d8 чёрный ферзь · e8 чёрный король · f8 чёрный слон · g8 чёрный конь · h8 чёрная ладья · a7 чёрная пешка · b7 чёрная пешка · d7 чёрная пешка · e7 чёрная пешка · f7 чёрная пешка · g7 чёрная пешка · h7 чёрная пешка · c5 чёрная пешка · e4 белая пешка · a2 белая пешка · b2 белая пешка · c2 белая пешка · d2 белая пешка · f2 белая пешка · g2 белая пешка · h2 белая пешка · a1 белая ладья · b1 белый конь · c1 белый слон · d1 белый ферзь · e1 белый король · f1 белый слон · g1 белый конь · h1 белая ладья | a8 чёрная ладья · b8 чёрный конь · c8 чёрный слон · d8 чёрный ферзь · e8 чёрный король · f8 чёрный слон · g8 чёрный конь · h8 чёрная ладья · a7 чёрная пешка · b7 чёрная пешка · d7 чёрная пешка · e7 чёрная пешка · f7 чёрная пешка · g7 чёрная пешка · h7 чёрная пешка · c5 чёрная пешка · e4 белая пешка · a2 белая пешка · b2 белая пешка · c2 белая пешка · d2 белая пешка · f2 белая пешка · g2 белая пешка · h2 белая пешка · a1 белая ладья · b1 белый конь · c1 белый слон · d1 белый ферзь · e1 белый король · f1 белый слон · g1 белый конь · h1 белая ладья | a8 чёрная ладья · b8 чёрный конь · c8 чёрный слон · d8 чёрный ферзь · e8 чёрный король · f8 чёрный слон · g8 чёрный конь · h8 чёрная ладья · a7 чёрная пешка · b7 чёрная пешка · d7 чёрная пешка · e7 чёрная пешка · f7 чёрная пешка · g7 чёрная пешка · h7 чёрная пешка · c5 чёрная пешка · e4 белая пешка · a2 белая пешка · b2 белая пешка · c2 белая пешка · d2 белая пешка · f2 белая пешка · g2 белая пешка · h2 белая пешка · a1 белая ладья · b1 белый конь · c1 белый слон · d1 белый ферзь · e1 белый король · f1 белый слон · g1 белый конь · h1 белая ладья | 5 |
| 4 | a8 чёрная ладья · b8 чёрный конь · c8 чёрный слон · d8 чёрный ферзь · e8 чёрный король · f8 чёрный слон · g8 чёрный конь · h8 чёрная ладья · a7 чёрная пешка · b7 чёрная пешка · d7 чёрная пешка · e7 чёрная пешка · f7 чёрная пешка · g7 чёрная пешка · h7 чёрная пешка · c5 чёрная пешка · e4 белая пешка · a2 белая пешка · b2 белая пешка · c2 белая пешка · d2 белая пешка · f2 белая пешка · g2 белая пешка · h2 белая пешка · a1 белая ладья · b1 белый конь · c1 белый слон · d1 белый ферзь · e1 белый король · f1 белый слон · g1 белый конь · h1 белая ладья | a8 чёрная ладья · b8 чёрный конь · c8 чёрный слон · d8 чёрный ферзь · e8 чёрный король · f8 чёрный слон · g8 чёрный конь · h8 чёрная ладья · a7 чёрная пешка · b7 чёрная пешка · d7 чёрная пешка · e7 чёрная пешка · f7 чёрная пешка · g7 чёрная пешка · h7 чёрная пешка · c5 чёрная пешка · e4 белая пешка · a2 белая пешка · b2 белая пешка · c2 белая пешка · d2 белая пешка · f2 белая пешка · g2 белая пешка · h2 белая пешка · a1 белая ладья · b1 белый конь · c1 белый слон · d1 белый ферзь · e1 белый король · f1 белый слон · g1 белый конь · h1 белая ладья | a8 чёрная ладья · b8 чёрный конь · c8 чёрный слон · d8 чёрный ферзь · e8 чёрный король · f8 чёрный слон · g8 чёрный конь · h8 чёрная ладья · a7 чёрная пешка · b7 чёрная пешка · d7 чёрная пешка · e7 чёрная пешка · f7 чёрная пешка · g7 чёрная пешка · h7 чёрная пешка · c5 чёрная пешка · e4 белая пешка · a2 белая пешка · b2 белая пешка · c2 белая пешка · d2 белая пешка · f2 белая пешка · g2 белая пешка · h2 белая пешка · a1 белая ладья · b1 белый конь · c1 белый слон · d1 белый ферзь · e1 белый король · f1 белый слон · g1 белый конь · h1 белая ладья | a8 чёрная ладья · b8 чёрный конь · c8 чёрный слон · d8 чёрный ферзь · e8 чёрный король · f8 чёрный слон · g8 чёрный конь · h8 чёрная ладья · a7 чёрная пешка · b7 чёрная пешка · d7 чёрная пешка · e7 чёрная пешка · f7 чёрная пешка · g7 чёрная пешка · h7 чёрная пешка · c5 чёрная пешка · e4 белая пешка · a2 белая пешка · b2 белая пешка · c2 белая пешка · d2 белая пешка · f2 белая пешка · g2 белая пешка · h2 белая пешка · a1 белая ладья · b1 белый конь · c1 белый слон · d1 белый ферзь · e1 белый король · f1 белый слон · g1 белый конь · h1 белая ладья | a8 чёрная ладья · b8 чёрный конь · c8 чёрный слон · d8 чёрный ферзь · e8 чёрный король · f8 чёрный слон · g8 чёрный конь · h8 чёрная ладья · a7 чёрная пешка · b7 чёрная пешка · d7 чёрная пешка · e7 чёрная пешка · f7 чёрная пешка · g7 чёрная пешка · h7 чёрная пешка · c5 чёрная пешка · e4 белая пешка · a2 белая пешка · b2 белая пешка · c2 белая пешка · d2 белая пешка · f2 белая пешка · g2 белая пешка · h2 белая пешка · a1 белая ладья · b1 белый конь · c1 белый слон · d1 белый ферзь · e1 белый король · f1 белый слон · g1 белый конь · h1 белая ладья | a8 чёрная ладья · b8 чёрный конь · c8 чёрный слон · d8 чёрный ферзь · e8 чёрный король · f8 чёрный слон · g8 чёрный конь · h8 чёрная ладья · a7 чёрная пешка · b7 чёрная пешка · d7 чёрная пешка · e7 чёрная пешка · f7 чёрная пешка · g7 чёрная пешка · h7 чёрная пешка · c5 чёрная пешка · e4 белая пешка · a2 белая пешка · b2 белая пешка · c2 белая пешка · d2 белая пешка · f2 белая пешка · g2 белая пешка · h2 белая пешка · a1 белая ладья · b1 белый конь · c1 белый слон · d1 белый ферзь · e1 белый король · f1 белый слон · g1 белый конь · h1 белая ладья | a8 чёрная ладья · b8 чёрный конь · c8 чёрный слон · d8 чёрный ферзь · e8 чёрный король · f8 чёрный слон · g8 чёрный конь · h8 чёрная ладья · a7 чёрная пешка · b7 чёрная пешка · d7 чёрная пешка · e7 чёрная пешка · f7 чёрная пешка · g7 чёрная пешка · h7 чёрная пешка · c5 чёрная пешка · e4 белая пешка · a2 белая пешка · b2 белая пешка · c2 белая пешка · d2 белая пешка · f2 белая пешка · g2 белая пешка · h2 белая пешка · a1 белая ладья · b1 белый конь · c1 белый слон · d1 белый ферзь · e1 белый король · f1 белый слон · g1 белый конь · h1 белая ладья | a8 чёрная ладья · b8 чёрный конь · c8 чёрный слон · d8 чёрный ферзь · e8 чёрный король · f8 чёрный слон · g8 чёрный конь · h8 чёрная ладья · a7 чёрная пешка · b7 чёрная пешка · d7 чёрная пешка · e7 чёрная пешка · f7 чёрная пешка · g7 чёрная пешка · h7 чёрная пешка · c5 чёрная пешка · e4 белая пешка · a2 белая пешка · b2 белая пешка · c2 белая пешка · d2 белая пешка · f2 белая пешка · g2 белая пешка · h2 белая пешка · a1 белая ладья · b1 белый конь · c1 белый слон · d1 белый ферзь · e1 белый король · f1 белый слон · g1 белый конь · h1 белая ладья | 4 |
| 3 | a8 чёрная ладья · b8 чёрный конь · c8 чёрный слон · d8 чёрный ферзь · e8 чёрный король · f8 чёрный слон · g8 чёрный конь · h8 чёрная ладья · a7 чёрная пешка · b7 чёрная пешка · d7 чёрная пешка · e7 чёрная пешка · f7 чёрная пешка · g7 чёрная пешка · h7 чёрная пешка · c5 чёрная пешка · e4 белая пешка · a2 белая пешка · b2 белая пешка · c2 белая пешка · d2 белая пешка · f2 белая пешка · g2 белая пешка · h2 белая пешка · a1 белая ладья · b1 белый конь · c1 белый слон · d1 белый ферзь · e1 белый король · f1 белый слон · g1 белый конь · h1 белая ладья | a8 чёрная ладья · b8 чёрный конь · c8 чёрный слон · d8 чёрный ферзь · e8 чёрный король · f8 чёрный слон · g8 чёрный конь · h8 чёрная ладья · a7 чёрная пешка · b7 чёрная пешка · d7 чёрная пешка · e7 чёрная пешка · f7 чёрная пешка · g7 чёрная пешка · h7 чёрная пешка · c5 чёрная пешка · e4 белая пешка · a2 белая пешка · b2 белая пешка · c2 белая пешка · d2 белая пешка · f2 белая пешка · g2 белая пешка · h2 белая пешка · a1 белая ладья · b1 белый конь · c1 белый слон · d1 белый ферзь · e1 белый король · f1 белый слон · g1 белый конь · h1 белая ладья | a8 чёрная ладья · b8 чёрный конь · c8 чёрный слон · d8 чёрный ферзь · e8 чёрный король · f8 чёрный слон · g8 чёрный конь · h8 чёрная ладья · a7 чёрная пешка · b7 чёрная пешка · d7 чёрная пешка · e7 чёрная пешка · f7 чёрная пешка · g7 чёрная пешка · h7 чёрная пешка · c5 чёрная пешка · e4 белая пешка · a2 белая пешка · b2 белая пешка · c2 белая пешка · d2 белая пешка · f2 белая пешка · g2 белая пешка · h2 белая пешка · a1 белая ладья · b1 белый конь · c1 белый слон · d1 белый ферзь · e1 белый король · f1 белый слон · g1 белый конь · h1 белая ладья | a8 чёрная ладья · b8 чёрный конь · c8 чёрный слон · d8 чёрный ферзь · e8 чёрный король · f8 чёрный слон · g8 чёрный конь · h8 чёрная ладья · a7 чёрная пешка · b7 чёрная пешка · d7 чёрная пешка · e7 чёрная пешка · f7 чёрная пешка · g7 чёрная пешка · h7 чёрная пешка · c5 чёрная пешка · e4 белая пешка · a2 белая пешка · b2 белая пешка · c2 белая пешка · d2 белая пешка · f2 белая пешка · g2 белая пешка · h2 белая пешка · a1 белая ладья · b1 белый конь · c1 белый слон · d1 белый ферзь · e1 белый король · f1 белый слон · g1 белый конь · h1 белая ладья | a8 чёрная ладья · b8 чёрный конь · c8 чёрный слон · d8 чёрный ферзь · e8 чёрный король · f8 чёрный слон · g8 чёрный конь · h8 чёрная ладья · a7 чёрная пешка · b7 чёрная пешка · d7 чёрная пешка · e7 чёрная пешка · f7 чёрная пешка · g7 чёрная пешка · h7 чёрная пешка · c5 чёрная пешка · e4 белая пешка · a2 белая пешка · b2 белая пешка · c2 белая пешка · d2 белая пешка · f2 белая пешка · g2 белая пешка · h2 белая пешка · a1 белая ладья · b1 белый конь · c1 белый слон · d1 белый ферзь · e1 белый король · f1 белый слон · g1 белый конь · h1 белая ладья | a8 чёрная ладья · b8 чёрный конь · c8 чёрный слон · d8 чёрный ферзь · e8 чёрный король · f8 чёрный слон · g8 чёрный конь · h8 чёрная ладья · a7 чёрная пешка · b7 чёрная пешка · d7 чёрная пешка · e7 чёрная пешка · f7 чёрная пешка · g7 чёрная пешка · h7 чёрная пешка · c5 чёрная пешка · e4 белая пешка · a2 белая пешка · b2 белая пешка · c2 белая пешка · d2 белая пешка · f2 белая пешка · g2 белая пешка · h2 белая пешка · a1 белая ладья · b1 белый конь · c1 белый слон · d1 белый ферзь · e1 белый король · f1 белый слон · g1 белый конь · h1 белая ладья | a8 чёрная ладья · b8 чёрный конь · c8 чёрный слон · d8 чёрный ферзь · e8 чёрный король · f8 чёрный слон · g8 чёрный конь · h8 чёрная ладья · a7 чёрная пешка · b7 чёрная пешка · d7 чёрная пешка · e7 чёрная пешка · f7 чёрная пешка · g7 чёрная пешка · h7 чёрная пешка · c5 чёрная пешка · e4 белая пешка · a2 белая пешка · b2 белая пешка · c2 белая пешка · d2 белая пешка · f2 белая пешка · g2 белая пешка · h2 белая пешка · a1 белая ладья · b1 белый конь · c1 белый слон · d1 белый ферзь · e1 белый король · f1 белый слон · g1 белый конь · h1 белая ладья | a8 чёрная ладья · b8 чёрный конь · c8 чёрный слон · d8 чёрный ферзь · e8 чёрный король · f8 чёрный слон · g8 чёрный конь · h8 чёрная ладья · a7 чёрная пешка · b7 чёрная пешка · d7 чёрная пешка · e7 чёрная пешка · f7 чёрная пешка · g7 чёрная пешка · h7 чёрная пешка · c5 чёрная пешка · e4 белая пешка · a2 белая пешка · b2 белая пешка · c2 белая пешка · d2 белая пешка · f2 белая пешка · g2 белая пешка · h2 белая пешка · a1 белая ладья · b1 белый конь · c1 белый слон · d1 белый ферзь · e1 белый король · f1 белый слон · g1 белый конь · h1 белая ладья | 3 |
| 2 | a8 чёрная ладья · b8 чёрный конь · c8 чёрный слон · d8 чёрный ферзь · e8 чёрный король · f8 чёрный слон · g8 чёрный конь · h8 чёрная ладья · a7 чёрная пешка · b7 чёрная пешка · d7 чёрная пешка · e7 чёрная пешка · f7 чёрная пешка · g7 чёрная пешка · h7 чёрная пешка · c5 чёрная пешка · e4 белая пешка · a2 белая пешка · b2 белая пешка · c2 белая пешка · d2 белая пешка · f2 белая пешка · g2 белая пешка · h2 белая пешка · a1 белая ладья · b1 белый конь · c1 белый слон · d1 белый ферзь · e1 белый король · f1 белый слон · g1 белый конь · h1 белая ладья | a8 чёрная ладья · b8 чёрный конь · c8 чёрный слон · d8 чёрный ферзь · e8 чёрный король · f8 чёрный слон · g8 чёрный конь · h8 чёрная ладья · a7 чёрная пешка · b7 чёрная пешка · d7 чёрная пешка · e7 чёрная пешка · f7 чёрная пешка · g7 чёрная пешка · h7 чёрная пешка · c5 чёрная пешка · e4 белая пешка · a2 белая пешка · b2 белая пешка · c2 белая пешка · d2 белая пешка · f2 белая пешка · g2 белая пешка · h2 белая пешка · a1 белая ладья · b1 белый конь · c1 белый слон · d1 белый ферзь · e1 белый король · f1 белый слон · g1 белый конь · h1 белая ладья | a8 чёрная ладья · b8 чёрный конь · c8 чёрный слон · d8 чёрный ферзь · e8 чёрный король · f8 чёрный слон · g8 чёрный конь · h8 чёрная ладья · a7 чёрная пешка · b7 чёрная пешка · d7 чёрная пешка · e7 чёрная пешка · f7 чёрная пешка · g7 чёрная пешка · h7 чёрная пешка · c5 чёрная пешка · e4 белая пешка · a2 белая пешка · b2 белая пешка · c2 белая пешка · d2 белая пешка · f2 белая пешка · g2 белая пешка · h2 белая пешка · a1 белая ладья · b1 белый конь · c1 белый слон · d1 белый ферзь · e1 белый король · f1 белый слон · g1 белый конь · h1 белая ладья | a8 чёрная ладья · b8 чёрный конь · c8 чёрный слон · d8 чёрный ферзь · e8 чёрный король · f8 чёрный слон · g8 чёрный конь · h8 чёрная ладья · a7 чёрная пешка · b7 чёрная пешка · d7 чёрная пешка · e7 чёрная пешка · f7 чёрная пешка · g7 чёрная пешка · h7 чёрная пешка · c5 чёрная пешка · e4 белая пешка · a2 белая пешка · b2 белая пешка · c2 белая пешка · d2 белая пешка · f2 белая пешка · g2 белая пешка · h2 белая пешка · a1 белая ладья · b1 белый конь · c1 белый слон · d1 белый ферзь · e1 белый король · f1 белый слон · g1 белый конь · h1 белая ладья | a8 чёрная ладья · b8 чёрный конь · c8 чёрный слон · d8 чёрный ферзь · e8 чёрный король · f8 чёрный слон · g8 чёрный конь · h8 чёрная ладья · a7 чёрная пешка · b7 чёрная пешка · d7 чёрная пешка · e7 чёрная пешка · f7 чёрная пешка · g7 чёрная пешка · h7 чёрная пешка · c5 чёрная пешка · e4 белая пешка · a2 белая пешка · b2 белая пешка · c2 белая пешка · d2 белая пешка · f2 белая пешка · g2 белая пешка · h2 белая пешка · a1 белая ладья · b1 белый конь · c1 белый слон · d1 белый ферзь · e1 белый король · f1 белый слон · g1 белый конь · h1 белая ладья | a8 чёрная ладья · b8 чёрный конь · c8 чёрный слон · d8 чёрный ферзь · e8 чёрный король · f8 чёрный слон · g8 чёрный конь · h8 чёрная ладья · a7 чёрная пешка · b7 чёрная пешка · d7 чёрная пешка · e7 чёрная пешка · f7 чёрная пешка · g7 чёрная пешка · h7 чёрная пешка · c5 чёрная пешка · e4 белая пешка · a2 белая пешка · b2 белая пешка · c2 белая пешка · d2 белая пешка · f2 белая пешка · g2 белая пешка · h2 белая пешка · a1 белая ладья · b1 белый конь · c1 белый слон · d1 белый ферзь · e1 белый король · f1 белый слон · g1 белый конь · h1 белая ладья | a8 чёрная ладья · b8 чёрный конь · c8 чёрный слон · d8 чёрный ферзь · e8 чёрный король · f8 чёрный слон · g8 чёрный конь · h8 чёрная ладья · a7 чёрная пешка · b7 чёрная пешка · d7 чёрная пешка · e7 чёрная пешка · f7 чёрная пешка · g7 чёрная пешка · h7 чёрная пешка · c5 чёрная пешка · e4 белая пешка · a2 белая пешка · b2 белая пешка · c2 белая пешка · d2 белая пешка · f2 белая пешка · g2 белая пешка · h2 белая пешка · a1 белая ладья · b1 белый конь · c1 белый слон · d1 белый ферзь · e1 белый король · f1 белый слон · g1 белый конь · h1 белая ладья | a8 чёрная ладья · b8 чёрный конь · c8 чёрный слон · d8 чёрный ферзь · e8 чёрный король · f8 чёрный слон · g8 чёрный конь · h8 чёрная ладья · a7 чёрная пешка · b7 чёрная пешка · d7 чёрная пешка · e7 чёрная пешка · f7 чёрная пешка · g7 чёрная пешка · h7 чёрная пешка · c5 чёрная пешка · e4 белая пешка · a2 белая пешка · b2 белая пешка · c2 белая пешка · d2 белая пешка · f2 белая пешка · g2 белая пешка · h2 белая пешка · a1 белая ладья · b1 белый конь · c1 белый слон · d1 белый ферзь · e1 белый король · f1 белый слон · g1 белый конь · h1 белая ладья | 2 |
| 1 | a8 чёрная ладья · b8 чёрный конь · c8 чёрный слон · d8 чёрный ферзь · e8 чёрный король · f8 чёрный слон · g8 чёрный конь · h8 чёрная ладья · a7 чёрная пешка · b7 чёрная пешка · d7 чёрная пешка · e7 чёрная пешка · f7 чёрная пешка · g7 чёрная пешка · h7 чёрная пешка · c5 чёрная пешка · e4 белая пешка · a2 белая пешка · b2 белая пешка · c2 белая пешка · d2 белая пешка · f2 белая пешка · g2 белая пешка · h2 белая пешка · a1 белая ладья · b1 белый конь · c1 белый слон · d1 белый ферзь · e1 белый король · f1 белый слон · g1 белый конь · h1 белая ладья | a8 чёрная ладья · b8 чёрный конь · c8 чёрный слон · d8 чёрный ферзь · e8 чёрный король · f8 чёрный слон · g8 чёрный конь · h8 чёрная ладья · a7 чёрная пешка · b7 чёрная пешка · d7 чёрная пешка · e7 чёрная пешка · f7 чёрная пешка · g7 чёрная пешка · h7 чёрная пешка · c5 чёрная пешка · e4 белая пешка · a2 белая пешка · b2 белая пешка · c2 белая пешка · d2 белая пешка · f2 белая пешка · g2 белая пешка · h2 белая пешка · a1 белая ладья · b1 белый конь · c1 белый слон · d1 белый ферзь · e1 белый король · f1 белый слон · g1 белый конь · h1 белая ладья | a8 чёрная ладья · b8 чёрный конь · c8 чёрный слон · d8 чёрный ферзь · e8 чёрный король · f8 чёрный слон · g8 чёрный конь · h8 чёрная ладья · a7 чёрная пешка · b7 чёрная пешка · d7 чёрная пешка · e7 чёрная пешка · f7 чёрная пешка · g7 чёрная пешка · h7 чёрная пешка · c5 чёрная пешка · e4 белая пешка · a2 белая пешка · b2 белая пешка · c2 белая пешка · d2 белая пешка · f2 белая пешка · g2 белая пешка · h2 белая пешка · a1 белая ладья · b1 белый конь · c1 белый слон · d1 белый ферзь · e1 белый король · f1 белый слон · g1 белый конь · h1 белая ладья | a8 чёрная ладья · b8 чёрный конь · c8 чёрный слон · d8 чёрный ферзь · e8 чёрный король · f8 чёрный слон · g8 чёрный конь · h8 чёрная ладья · a7 чёрная пешка · b7 чёрная пешка · d7 чёрная пешка · e7 чёрная пешка · f7 чёрная пешка · g7 чёрная пешка · h7 чёрная пешка · c5 чёрная пешка · e4 белая пешка · a2 белая пешка · b2 белая пешка · c2 белая пешка · d2 белая пешка · f2 белая пешка · g2 белая пешка · h2 белая пешка · a1 белая ладья · b1 белый конь · c1 белый слон · d1 белый ферзь · e1 белый король · f1 белый слон · g1 белый конь · h1 белая ладья | a8 чёрная ладья · b8 чёрный конь · c8 чёрный слон · d8 чёрный ферзь · e8 чёрный король · f8 чёрный слон · g8 чёрный конь · h8 чёрная ладья · a7 чёрная пешка · b7 чёрная пешка · d7 чёрная пешка · e7 чёрная пешка · f7 чёрная пешка · g7 чёрная пешка · h7 чёрная пешка · c5 чёрная пешка · e4 белая пешка · a2 белая пешка · b2 белая пешка · c2 белая пешка · d2 белая пешка · f2 белая пешка · g2 белая пешка · h2 белая пешка · a1 белая ладья · b1 белый конь · c1 белый слон · d1 белый ферзь · e1 белый король · f1 белый слон · g1 белый конь · h1 белая ладья | a8 чёрная ладья · b8 чёрный конь · c8 чёрный слон · d8 чёрный ферзь · e8 чёрный король · f8 чёрный слон · g8 чёрный конь · h8 чёрная ладья · a7 чёрная пешка · b7 чёрная пешка · d7 чёрная пешка · e7 чёрная пешка · f7 чёрная пешка · g7 чёрная пешка · h7 чёрная пешка · c5 чёрная пешка · e4 белая пешка · a2 белая пешка · b2 белая пешка · c2 белая пешка · d2 белая пешка · f2 белая пешка · g2 белая пешка · h2 белая пешка · a1 белая ладья · b1 белый конь · c1 белый слон · d1 белый ферзь · e1 белый король · f1 белый слон · g1 белый конь · h1 белая ладья | a8 чёрная ладья · b8 чёрный конь · c8 чёрный слон · d8 чёрный ферзь · e8 чёрный король · f8 чёрный слон · g8 чёрный конь · h8 чёрная ладья · a7 чёрная пешка · b7 чёрная пешка · d7 чёрная пешка · e7 чёрная пешка · f7 чёрная пешка · g7 чёрная пешка · h7 чёрная пешка · c5 чёрная пешка · e4 белая пешка · a2 белая пешка · b2 белая пешка · c2 белая пешка · d2 белая пешка · f2 белая пешка · g2 белая пешка · h2 белая пешка · a1 белая ладья · b1 белый конь · c1 белый слон · d1 белый ферзь · e1 белый король · f1 белый слон · g1 белый конь · h1 белая ладья | a8 чёрная ладья · b8 чёрный конь · c8 чёрный слон · d8 чёрный ферзь · e8 чёрный король · f8 чёрный слон · g8 чёрный конь · h8 чёрная ладья · a7 чёрная пешка · b7 чёрная пешка · d7 чёрная пешка · e7 чёрная пешка · f7 чёрная пешка · g7 чёрная пешка · h7 чёрная пешка · c5 чёрная пешка · e4 белая пешка · a2 белая пешка · b2 белая пешка · c2 белая пешка · d2 белая пешка · f2 белая пешка · g2 белая пешка · h2 белая пешка · a1 белая ладья · b1 белый конь · c1 белый слон · d1 белый ферзь · e1 белый король · f1 белый слон · g1 белый конь · h1 белая ладья | 1 |
|   | a | b | c | d | e | f | g | h |   |

В атомных шахматах стартовое преимущество за счёт первого хода у белых гораздо выше, чем в классических шахматах. Тем не менее до сих пор отсутствует строгое доказательство того, что белые имеют гарантированную выигрышную стратегию. Жертвы фигур более распространены в атомных шахматах, чем в обычных. В дебюте и миттельшпиле принято жертвовать фигуру, чтобы открыть поля и линии для захвата инициативы.
В дебюте цель белых — атака пешек d, e, f, расположенных рядом с королём чёрных, для его последующего «взрыва». Например, в случае хода 1. Kf3 чёрные обязаны играть 1. …f6. В противном случае чёрные форсированно проигрывают: белые делают ход конём 2. Ke5, и чёрные проигрывают уже на третьем ходу из-за двойного удара коня на пешки d7 и f7, т.к. не могут одновременно за один ход их продвинуть от короля.